# نوكيا 2700 كلاسيك
نوكيا 2700 كلاسيك هو هاتف مصنوع بواسطة نوكيا، و هو هاتف رباعي الموجات GSM. يحتوي الهاتف علي كاميرا وراديو تضمين التردد و التوصيل عبر البلوتوث و تشغيل الوسائط المتعددة و التطبيقات القائمة على الإنترنت مثل (متصفح ويب، البريد الإلكتروني، والرسائل الفورية). يتم تجميع الهاتف في الصين.

## المواصفات

### الميزات الرئيسية
- كاميرا رقمية (1600x1200) ومسجل فيديو (176x144)
- نغمات MP3 و (تسجيل صوت)
- راديو FM
- بلوتوث 2.0
- SMS , MMS , email و Nokia Xpress Audio Messaging
- 32 ميجا بايت ذاكرة داخلية , ذاكرة خارجية بحد أقصي 2 جيجا بايت

### تردد التشغيل
- رباعي شبكات GSM 850/900/1800/1900

### الأبعاد
- الصوت: 62 CC
- الحجم: 85 جرام (مع البطارية)
- الطول: 109.2 مم
- العرض: 46 مم
- السماكة: 14 مم

### الشاشة
- 2 بوصة , 262,144 لون , 240 × 320 بكسل

### التصوير
- كاميرا 2 ميجا بكسل (1200 × 1600) , تصوير فيديو (176 × 144)

### الوسائط المتعددة
- كاميرا (صور و تسجيل فيديو)
- مشغل موسيقي r (AMR, AMR-WB, MIDI, MXMF, MP3, AAC, MP4/M4A/3GP/3GA (AAC, AAC+, eAAC+, AMR, AMR-WB), X-Tone, WAV (PCM, a-law, mu-law, ADPCM), WMA (WMA9, WMA10)
- مشغل فيديو ([[174x144 [[3GP)
- مسجل صوت
- راديو FM مع دعم RDS

### المراسلة
- البريد الإليكتروني
- Nokia Xpress Audio Messaging
- الرسائل النصية القصيرة SMS
- رسائل الوسائط المتعددة MMS

### التوصيل
- تبادل الصور و البيانات عبر البلوتوث و USB

### التصفح
- متصفح أوبرا ميني 4.2
- متصفح built-in

### محتويات علبة البيع
- الهاتف
- بطارية الهاتف
- بطاقة ذاكرة واحد جيجا من نوكيا
- سماع نوكية ستيريو
- شاحن نوكيا AC-3
- دليل المستخدم

### نظام التشغيل
Nokia OS